# 541587 Paparo
541587 Paparo este o planetă minoră (asteroid) din centura de asteroizi. A fost descoperită pe 1 octombrie 2011 la Piszkéstetői Obszervatórium⁠(d) de . 
Obiectul prezintă o orbită caracterizată de o semiaxă mare de 2,6118118644219 UAi, o excentricitate de 0,13684899632493, o înclinație de 11,934302251118 ° în raport cu ecliptica.